# Rosy Bindi
Pour les articles homonymes, voir Bindi (homonymie).
Maria Rosaria « Rosy » Bindi, née le 12 février 1951 à Sinalunga, est une femme politique italienne, parlementaire et présidente du Parti démocrate de 2009 à 2013.

## Biographie

### Formation et vie professionnelle
Après avoir obtenu son diplôme de science politique à la Libera Università Internazionale degli Studi Sociali (LUISS) de Rome, elle devient chercheuse universitaire en droit administratif. Elle travaille d'abord au sein de la faculté de sciences politiques de l'université de Rome « La Sapienza », puis à la faculté de droit de l'université de Sienne.

### Engagement catholique
En 1984, elle est élue vice-présidente de l'Action catholique, poste qu'elle abandonne en 1989. Elle adhère alors à la Démocratie chrétienne (DC) et se présente aux élections européennes du 18 juin de cette année. 
Élue dans la circonscription d'Italie Nord-Orientale, elle intègre, au Parlement européen, le groupe du Parti populaire européen (PPE). D'abord vice-présidente de la commission du Développement, elle est portée, au début de l'année 1992, à la présidence de la commission des Pétitions.
Après la disparition de la DC, en 1994, elle rejoint le Parti populaire italien (PPI), qui réunit l'immense majorité des anciens membres du parti disparu. Elle se présente alors aux élections générales anticipées des 27 et 28 mars 1994 et est élue, pour la première fois, à la Chambre des députés.

### Ministre de centre-gauche
À l'occasion des élections générales anticipées du 21 avril 1996, elle fait partie des promoteurs de la coalition politique de centre gauche « L'Olivier », qui réunit, notamment, le PPI avec les anciens communistes du Parti démocratique de la gauche (PDS), dirigée par l'ancien ministre Romano Prodi.
L'alliance ayant remporté le scrutin, Prodi devient président du Conseil des ministres et Bindi est nommée ministre de la Santé le 17 mai 1996. Reconduite par Massimo D'Alema le 21 octobre 1998, puis le 22 décembre 1999, elle n'est, en revanche, pas maintenue par Giuliano Amato, le 25 avril 2000.

### Députée et retour au gouvernement
Réélue pour un troisième mandat aux élections générales du 13 mai 2001, alors que la Maison des libertés, coalition de centre droit de Silvio Berlusconi, l'emporte, elle rejoint, en 2002, Démocratie et liberté - La Margherite (DL), nouvelle formation qui rassemble le PPI et d'autres petits partis du christianisme social.
Les élections générales des 9 et 10 avril 2006 ayant consacré, de justesse, la victoire de L'Union, alliance de centre gauche et de gauche constituée derrière Prodi, elle fait son retour au gouvernement à compter du 17 mai, en tant que ministre, sans portefeuille, pour les Politiques familiales.

### Une cadre du nouveau Parti démocrate

#### L'échec aux primaires
Lors de la fondation du Parti démocrate (PD), qui rassemble DL et les Démocrates de gauche (DS, successeurs du PDS), elle se présente aux primaires ouvertes du 14 octobre 2007, pour désigner le secrétaire du parti. Avec 459 398 voix en sa faveur, soit 12,9 % des suffrages exprimés, elle arrive en deuxième position, derrière le maire de Rome, Walter Veltroni, qui obtient 75,8 % des voix.
Après les élections générales anticipées des 13 et 14 avril 2008, qui marquent le retour au pouvoir de Berlusconi, elle est désignée, le 7 mai, vice-présidente de la Chambre des députés, sous la présidence de Gianfranco Fini, du Peuple de la liberté (PDL).

#### Présidente du PD
Elle est élue, le 7 novembre 2009, présidente de l'assemblée nationale du Parti démocrate, en remplacement de Romano Prodi, à l'occasion de l'arrivée au poste de secrétaire de Pier Luigi Bersani, dont elle avait soutenu la candidature lors des élections primaires.
Le 19 avril 2013, elle annonce sa démission après que les deux candidats présentés par les démocrates ont échoué lors des premiers tours de l'élection présidentielle. Bersani l'imite peu de temps après.